# サムライチャンプルー
『サムライチャンプルー』（SAMURAI CHAMPLOO）は、マングローブ原作・制作による日本のオリジナルテレビアニメ作品、および、これを原作とした漫画作品。

## 概要
『カウボーイビバップ』を手掛けた渡辺信一郎監督によるテレビアニメシリーズ。
フジテレビと関西テレビの深夜枠で、2004年5月19日から9月22日まで（フジテレビの場合）放送された。全二十六話が制作されたが、地上波での放送はフジテレビの編成の都合上、第十七話で打ち切られた（関西テレビでの放送も、フジテレビ同様に第十七話まで）。BSフジでは一話から十七話を第一シーズン、十八話から二十六話を第二シーズンとして放送した（第二シーズンは土曜朝10時30分から11時00分と深夜からの移動となったと共に金曜深夜にリピート放送もあった）。後にアニマックスでも放送された。
Blu-rayBOXの発売に先駆け、2011年7月17日にニコニコ生放送にて、フジテレビ未放送のエピソードを含む全二十六話が一挙生配信された。

### 世界観
江戸時代の日本を舞台としているものの、チャンプルーの名前通り、随所に現代文化がミックスされた独特の世界観が特徴。登場人物はカタカナ語（「バイト」、「モデル」など）や若者言葉（「マジ」、「たりぃ」など）を話し、金髪にピアスの若者やヒューマンビートボクサーが登場するなど、時代考証を無視した時代劇が展開されている。渡辺監督によれば、これは作品に面白味と新鮮味を出すための演出であり、第一回の冒頭において視聴者に対し「ガタガタ言うな。黙って見やがれ」とのメッセージが送られている。
また、監督自身が好むヒップホップカルチャーが全編を通じて根底にあり、音楽のみならずブレイクダンスを用いた殺陣など演出方法もその影響を受けている。

## ストーリー
現代より遥か昔、侍も平民も太平の世を謳歌していた江戸時代中頃の横浜。天涯孤独の少女・フウは、「向日葵の匂いのする侍」の情報を求めて数多くのバイトをしていた。そんなある日、ふとしたことで知り合った二人の男・ムゲンとジンを用心棒として、彼女は「向日葵の匂いのする侍」を探す旅に出ることを決意する。

## 登場人物

### 主要人物
ムゲン（無幻）
声 - 中井和哉
本作の主人公。推定年齢20歳。男性。琉球にある流刑地である孤島出身の剣士。ボサボサ頭に南国風の出で立ち、背負った剣が特徴。女好きで柄が悪く、傍若無人な言動が目立つが、驚異的な身体能力と直感力を持つ。力押しの我流剣術に、ブレイクダンスのような独特の体術を組み合わせて戦う。相手が強いほど燃える好戦的なタイプ。幼い頃から、頼れる者もおらず、大勢の人々から虐待と裏切りを受け続けた孤独な過去があり、自分が実感したことしか信じず（ただし、色仕掛けには弱い）、ひたすら強さを求め続けている。文盲で読み書きが出来なかったが、旅の途中で出会った文大という人物から、強制的に教育を受け、簡単な読み書き程度は出来るようになった、
ジン（仁）
声 - 佐藤銀平
本作のもう一人の主人公。推定年齢20歳。男性。総髪で着物に大小を差し、伊達眼鏡を掛けている。かつて、全戦無敗を極めながらも歴史に記録を残さずに消えた流派無住心剣流の剣客・真里谷円四郎の一番弟子だったが、ある事件を機に流浪の身となる。性格はムゲンとは対照的に、理性的かつ沈着冷静。口数や感情の起伏も少ないが酒には滅法弱く、女性にも人並みに興味を持っている。口癖は「うむ…」。剣の腕前は刀を交えなくても相手の太刀筋を見切り一撃で倒す程。「自由とは何か?」を模索している。
フウ（風）
声 - 川澄綾子
本作のヒロイン。推定年齢15歳。女性。結った髪にかんざしを差し、ピンク色の着物に前で結んだリボンのような帯締めをしている。「向日葵の匂いのする侍」の手掛かりを求めて、数多くのバイトをしていたが、ムゲンとジンとの出会いを機に、彼らを用心棒にして旅に出る。袖にボディガードとしてモモンガの「モモさん」を飼っている。天涯孤独の身でありながら、性格はわりと明るく、世話好きにして好奇心旺盛。華奢な外見からは想像もつかない程の大食いで、限界を超えると「お相撲さん」になるが、すぐに元に戻る。ムゲン曰く「軽いバケモノ」。長崎ではしゃぶしゃぶのルールを決めたがり、鍋奉行の気を見せた。貧乳を気にしている。

### その他の人物
複数話に渡って登場する人物を記載する。
のこぎり万蔵
声 - 石塚運昇
各地を飛び回る暑苦しい隠密同心。設定こそシリアスだが行動や立ち振るいはコメディリリーフのそれである。本筋にはかかわらない。
野球好き。物語の語り部となる場合もある。
佐々木竜二郎
声 - かわのをとや
代官・渋井のドラ息子の護衛を任されていたチンピラだったが、ムゲンに片腕を落とされたことから気が触れ、彼を執拗につけ狙うようになる。
ムクロ
声 - 梁田清之
ムゲンと同郷の琉球生まれ。拳銃を扱う。見た目に似合わず頭の回る悪党で、ムゲンを巻き込んでの御用船襲撃を企てる。
コザ
声 - 前田愛
ムクロに引き取られ妹として育てられた少女。自分が一人で生きていけない弱者であることを弁えているが…。
オクル
声 - 大塚明夫
北の果て出身の大男。弓の名手。とある罪を犯し、松前藩に追われている。
雪丸
声 - 佐々木望
ジンと同じく無住心剣流を学んだ弟弟子。とある理由からジンの首に妄執し、付け狙う。
沙羅
声 - 玉川紗己子
瞽女。美しい歌声を持ち、盲目の身で全国を旅している謎多き女性。行きがかりの縁で一行と暫し行動を共にした。
子供がひとり居るが、盲目ゆえ子育てがままならず、離れて暮らしている。
藤兵衛 / 馬之助 / 伝鬼坊
声 - 子安武人（馬之助） / 難波圭一（伝鬼坊）
ムゲンを探す三兄弟。車椅子に乗せられた隻脚の廃人である長兄・藤兵衞と、鎖鎌を扱うまとめ役の次兄・馬之助、凶暴な殺人嗜好者の末弟・伝鬼坊の三人組。
刈谷景時
声 - 菅生隆之
幕府大番頭を任されている男。老中から密命を受け一行の前に現れる。「神の手」の異名の通り、ムゲンとジンを同時に相手取ってもまったく寄せ付けない最強の剣客。
強者との手合わせを楽しむところがあるが、同時に自分と対等に渡り合える存在が居ないため、常に退屈している。幕府に与しているのも忠誠心からではなく、強い者と戦うために自分の立場を利用しているとのこと。
霞清蔵
声 - 中田浩二
フウの探し求める「向日葵の臭いのする侍」。幕府から切支丹へ転身した男で、大罪人として追われている。現在行方不明。

## スタッフ
オープニングのスタッフロールには、日本語と共に英語の表記がある。
- 原作 - マングローブ
- 企画 - 小林真一郎、佐々木史郎、三ツ木早苗、後藤秀樹
- チーフライター - 小原信治
- キャラクターデザイン、チーフアニメーター - 中澤一登
- 得物デザイン - 前田真宏
- 美術監督 - 脇威志
- 色彩設計 - 鈴木依里
- 撮影監督 - 山田和弘
- 編集 - 掛須秀一、長坂智樹、ジェイフィルム
- 音楽 - Tsutchie、fat jon、Nujabes、FORCE OF NATURE
- 音響制作 - テクノサウンド、ボーダーライン
- 音楽プロデューサー - 石川吉元
- プロデューサー - 浜野貴敏、河内山隆、里見哲朗
- 監督 - 渡辺信一郎
- 制作 - フジテレビ、マングローブ、下井草チャンプルーズ

## 主題歌

### オープニングテーマ
「battlecry」
Lyrics by Shing02 / Music by Nujabes / Produced by Nujabes / Song by Nujabes feat.Shing02

### エンディングテーマ
「四季ノ唄」
Lyrics, music & song by MINMI / track produced by Nujabes / Produced by MINMI
「Who's Theme」（第十二話）
Lyrics, melody by MINMI / track produced by Nujabes / Produced by MINMI
「YOU」（第十七話）
Lyrics by Lori Fine (COLDFEET) / music by tsutchie / song by kazami
「FLY」（第二十三話）
Lyrics by AZUMA RIKI (Small Circle of Friends) / music by tsutchie / song by AZUMA RIKI
「san francisco」（第二十六話）
song by MIDICRONICA

## 各話リスト
フジテレビ系毎週水曜日26時28分より放送。第十八話以降はBSフジが初放送。
| 話数       | サブタイトル                                   | 脚本                | 絵コンテ            | 演出                  | 作画監督                   | キャスト |
| ---------- | ---------------------------------------------- | ------------------- | ------------------- | --------------------- | -------------------------- | --- |
| 第一話     | 疾風怒涛 Tempestuous Temperaments              | 小原信治            | 渡辺信一郎          | 渡辺信一郎            | 中澤一登                   | 渋井松之介：郷里大輔 佐々木竜二郎：かわのをとや 渋井友之進：矢部雅史 林：咲野俊介 菊蔵：西村知道 お吟：寺内よりえ              |
| 第二話     | 百鬼夜行 Redeye Reprisal                       | 小原信治            | 赤根和樹            | 吉本毅                | 清水貴子                   | 佐々木竜二郎：かわのをとや 蛍：勝生真沙子 鬼若丸：佐々木誠二 犬山：土師孝也                                                    |
| 第三話     | 以心伝心 其之壱 Hellhounds for Hire(PART.1)    | 小原信治            | 村瀬修功            | 井之川慎太郎 三好正人 | 竹内進二                   | 力鋭：立木文彦 石松：大友龍三郎 お鈴：紗ゆり 宗介：山口眞弓 大吾郎：宝亀克寿 平太郎：柴田秀勝 店主：大竹宏 占い師：木内レイコ  |
| 第四話     | 以心伝心 其之弐 Hellhounds for Hire(PART.2)    | 小原信治            | 片山一良            | 遠藤広隆              | 谷口守泰 中本尚子          | 力鋭：立木文彦 石松：大友龍三郎 お鈴：紗ゆり 宗介：山口眞弓 大吾郎：宝亀克寿 平太郎：柴田秀勝 店主：大竹宏 占い師：木内レイコ  |
| 第五話     | 馬耳東風 Artistic Anarchy                      | 佐藤大              | 山本沙代            | 山本沙代              | 中井準                     | のこぎり万蔵：石塚運昇 菱川師宣：三木眞一郎 老棋士：塚田正昭 佐和：中澤やよい 店主：風間信彦 チンピラ：稲田徹 町娘：生天目仁美 |
| 第六話     | 赤毛異人 Stranger Searching                    | 小原信治            | 須永司              | 吉村章                | 鈴木竜也 鈴木卓也          | 丈二：大塚芳忠 琵琶法師：丸山詠二 隠元和尚：渡部猛 古館伊知衛門：千葉一伸 井原西鶴：坂口哲夫                                   |
| 第七話     | 四面楚歌 A Risky Racket                        | 高木聖子            | 赤根和樹            | 吉本毅                | 清水貴子                   | 新輔：渋谷茂 お初：西宏子 小五郎：青森伸 大吉：小西克幸 彦一：室園丈裕                                                         |
| 第八話     | 唯我独尊 A Problematic Past                    | 佐藤大              | 米たにヨシトモ      | 笹島啓一              | 竹内進二                   | 永光：山寺宏一 葡萄牙：川村万梨阿 小倉：風間勇刀 新八：AFRA                                                                    |
| 第九話     | 魑魅魍魎 Beatbox Bandits                       | 佐藤大              | 今石洋之            | 遠藤広隆              | 伊東伸高 中澤一登          | 若山鼠：関俊彦 青ハブ：江川央生 衣笠：神奈延年 紅トカゲ：檜山修之 足軽：福山潤 老山鼠：永井一郎                                |
| 第十話     | 以毒制毒 Lethal Lunacy                         | 待田堂子            | 大橋誉志光          | 吉村章                | 谷口守泰 中本尚子          | 瑞光：飯塚昭三 昇竜：速水奨 桃井誠四郎：麻生智久                                                                               |
| 第十一話   | 堕落天使 Gamblers and Gallantry                | 高木聖子            | 山本沙代            | 山本沙代              | 中井準 石井ゆみこ          | 紫乃：鶴ひろみ 半次郎：西凛太郎                                                                                                |
| 第十二話   | 温故知新 The Disorder Diaries                  | 渡辺信一郎          | 渡辺信一郎          | 遠藤広隆              | 山田正樹                   | のこぎり万蔵：石塚運昇 瑞光：飯塚昭三                                                                                          |
| 第十三話   | 暗夜行路 其之壱 Misguided Miscreants(PART.1)   | 小原信治            | 片山一良            | 吉本毅                | 竹内進二                   | ムクロ：梁田清之 コザ：前田愛 シレン：成田剣                                                                                   |
| 第十四話   | 暗夜行路 其之弐 Misguided Miscreants(PART.2)   | 小原信治            | 渡辺信一郎 村瀬修功 | 村瀬修功              | 伊東伸高 森下博光          | ムクロ：梁田清之 コザ：前田愛 シレン：成田剣                                                                                   |
| 第十五話   | 徹頭徹尾 Bogus Booty                           | 下船渡上段          | 中澤一登            | 中澤一登              | 谷口守泰 中本尚子          | 八葉：日髙のり子 半吉：森久保祥太郎 百地銀佐：中田譲治                                                                         |
| 第十六話   | 酔生夢死 ひと夢 Lullabies of the Lost(VERSE.1) | 信本敬子            | 近藤日葉            | 三好正人              | 中井準 石井ゆみこ          | オクル：大塚明夫 雪丸：佐々木望                                                                                                |
| 第十七話   | 酔生夢死 ふた夢 Lullabies of the Lost(VERSE.2) | 杉良太              | 渡辺信一郎          | 遠藤広隆              | 山田正樹 安彦英二 山下喜光 | オクル：大塚明夫 雪丸：佐々木望                                                                                                |
| 第十八話   | 文武両道 War of the Words                      | 佐藤大              | 山本沙代            | 山本沙代              | 山田正樹                   | 達之進：結城比呂 和之介：陶山章央 魚堀：亀山助清 文大：若本規夫                                                                |
| 第十九話   | 因果応報 Unholy Union                          | 高木聖子            | 須永司              | 遠藤広隆              | 谷口守泰 中本尚子          | 百合：豊口めぐみ 鈴吉：山口健 菊丸：坂口候一 黒井原：広瀬正志 ザビエルIII世：小杉十郎太                                        |
| 第二十話   | 悲歌慷慨 其之壱 Elegy of Entrapment(VERSE.1)   | 小原信治            | 片山一良            | 吉本毅                | 中井準 石井ゆみこ          | 沙羅：玉川紗己子 風車売り：咲野俊介                                                                                            |
| 第二十一話 | 悲歌慷慨 其之弐 Elegy of Entrapment(VERSE.2)   | 小原信治            | 横山彰利            | 横山彰利              | 伊東伸高                   | 沙羅：玉川紗己子 風車売り：咲野俊介 マタギのジョニー：石原凡 喜三郎：古田信幸                                                  |
| 第二十二話 | 怒髪衝天 The Cosmic Collisions                 | 佐藤大              | 山本沙代            | 山本沙代              | 小森秀人 山下喜光          | シゲ：戸谷公次 風葉：長嶝高士 錆弐：諸角憲一 辺太：長島雄一 ナレーター：矢島正明                                               |
| 第二十三話 | 一球入魂 Baseball Blues                        | 渡辺信一郎          | 岡村天斎            | 熨斗谷充孝            | 中澤一登 谷口守泰 中本尚子 | 影丸：古川登志夫 カートライト提督：Jamie Schyy ダブルディー：Ryan Drees 古館伊知衛門：千葉一伸 のこぎり万蔵：石塚運昇          |
| 第二十四話 | 生死流転 其之壱 Evanescent Encounter(PART.1)   | 小原信治 渡辺信一郎 | 増井壮一            | 吉本毅                | 中井準 石井ゆみこ          | 刈屋景時：菅生隆之 馬之介：子安武人 伝鬼坊：難波圭一 真里谷円四郎：井上真樹夫                                                  |
| 第二十五話 | 生死流転 其之弐 Evanescent Encounter(PART.2)   | 小原信治 渡辺信一郎 | 横山彰利 増井壮一   | 中澤一登 恒松圭       | 中澤一登                   | 刈屋景時：菅生隆之 馬之介：子安武人 伝鬼坊：難波圭一 真里谷円四郎：井上真樹夫                                                  |
| 第二十六話 | 生死流転 其之参 Evanescent Encounter(PART.3)   | 渡辺信一郎          | 渡辺信一郎 横山彰利 | 渡辺信一郎 山本沙代   | 山田正樹 竹内進二 山下喜光 | 刈屋景時：菅生隆之 馬之介：子安武人 真里谷円四郎：井上真樹夫 善吉：清川元夢 霞清蔵：中田浩二                                   |

## 評価・影響
前述のように、本作にはヒップホップの要素が盛り込まれているが、放送当時はアニメファンとヒップホップファンが天敵のような関係性だったことから、監督の渡辺いわく、一部のカルトファンは盛り上がっていたが、ほとんどのアニメファンには不評だったという。
しかし、日本での放送から約1年後にアメリカのカートゥーン ネットワークの深夜帯に組まれていた大人向けの番組枠「Adult Swim」で放送がスタートすると人気を博し、再放送が何度も行われた。その後、ヨーロッパ、南米、オセアニアなどでも放送され、ファン層が世界中に拡大した。
楽曲を手掛けたNujabesは本作のヒットで世界的に認知され、「Lo-Fiヒップホップのゴッドファーザー」と呼ばれるようになった。また、2018年頃よりLo-Fiヒップホップのジャンルが急成長したが、その背景について、本作を子供時代に見ていた層がムーブメントの中にいることが要因の一つといわれている。

## 関連商品

### コミックス
manglobe原作、ゴツボ☆マサル著、角川書店月刊少年エース連載、角川コミックス・エース刊
- 「サムライチャンプルー」 第一巻 2004年8月1日発売 ISBN 4-04-713653-0
- 「サムライチャンプルー」 第二巻 2004年10月29日発売 ISBN 4-04-713675-1

なお、2011年1月28日に廉価版コミックスが単行本未収録の番外編を収録して徳間書店のTOKUMA FAVORITE COMICSから発売。
廉価版につきペーパーバック仕様であり、第1巻と第2巻合本にしたコミックス内容をしている。
- 「サムライチャンプルー」 2011年1月28日発売 ISBN 4-19-780485-7

### ムック
- 「サムライチャンプルー」（ロマンアルバム）
2005年6月6日発売、徳間書店 ISBN 4-19-720238-5
渡辺信一郎監督ロングインタビュー、渡辺監督×tsutchie対談、メインキャスト・インタビュー、中澤一登解説付設定資料集など

### ゲーム
- 「サムライチャンプルー」
2006年2月23日発売(SLPS-25600)
PlayStation 2対応アクションゲーム。本編では語られなかった蝦夷地でのエピソードが描かれる。主人公はムゲンとジンにオリジナルキャラの鶴巻ウォルソを加えた三人。開発はグラスホッパー・マニファクチュアが担当している。
予約特典「リズムトラックCD」作曲、アレンジ - 高田雅史、総収録時間 - 43分42秒
- 「サムライチャンプルー」 2011年8月26日開始 GREE用/Mobage用
ソーシャルゲーム

### CD
ビクターエンタテインメントより発売。
- 「アイの実」MINMI
2004年3月31日発売(VICL-35623)
シングル、ED「四季ノ唄」収録
- 「samurai champloo music record 『departure』」
2004年6月23日発売(VICL-61411)
OP、ED収録、Nujabes、Fat Jonのトラックを収録
- 「samurai champloo music record 『masta』」
2004年7月23日発売(VICL-61412)
挿入歌「YOU featuring kazami」収録、tsutchie(SHAKKAZOMBIE)、FORCE OF NATUREのトラックを収録
- 「samurai champloo music record 『impression』」
2004年9月22日発売(VICL-61453)
MINMI「Who's Theme」収録、FORCE OF NATURE、Nujabes、Fat Jonのトラックを収録
- 「samurai champloo music record 『playlist』」
2004年9月22日発売(VICL-61454)
tsutchie feat.AZUMA RIKI「FLY feat.AZUMA RIKI［SMALL CIRCLE OF FRIENDS］」収録、tsutchieのトラックを収録

インディーズレーベルより発売。
- 「#501」MIDICRONICA
2005年4月27日発売(SLI-004)
第二十六話 ED「san francisco」収録

### DVD
ビクターエンタテインメントより発売。各二話収録、全十三巻。
- 「サムライチャンプルー」巻之壱 Volume01
2004年8月21日発売(VIBF-221) 映像特典あり
- 「サムライチャンプルー」巻之弐 Volume02
2004年9月22日発売(VIBF-222) 映像特典あり
- 「サムライチャンプルー」巻之参 Volume03
2004年10月21日発売(VIBF-223)
- 「サムライチャンプルー」巻之四 Volume04
2004年11月21日発売(VIBF-224)
- 「サムライチャンプルー」巻之伍 Volume05
2004年12月16日発売(VIBF-225)
- 「サムライチャンプルー」巻之六 Volume06
2005年1月21日発売(VIBF-226) 初回特典「FLYINGモモさん（ペーパークラフト）」
- 「サムライチャンプルー」巻之七 Volume07
2005年2月23日発売(VIBF-227)
- 「サムライチャンプルー」巻之八 Volume08
2005年3月24日発売(VIBF-228)
- 「サムライチャンプルー」巻之九 Volume09
2005年4月21日発売(VIBF-229)
- 「サムライチャンプルー」巻之拾 Volume10
2005年5月21日発売(VIBF-230)
- 「サムライチャンプルー」巻之拾壱 Volume11
2005年6月22日発売(VIBF-231)
- 「サムライチャンプルー」巻之拾弐 Volume12
2005年7月21日発売(VIBF-232)
- 「サムライチャンプルー」巻之拾参 Volume13
2005年8月24日発売(VIBF-233)

### Blu-ray
flying DOGより発売。
- 「サムライチャンプルー」 BOX
2011年7月20日発売

### パチンコ
- CRサムライチャンプルー（2008年、タイヨーエレック）
- CRサムライチャンプルー2（2011年、タイヨーエレック）
- CRサムライチャンプルー3（2013年、タイヨーエレック）

ちなみに、「CRサムライチャンプルー2」のプロモーションとして、2010年12月にテレビアニメ全話を約45分にまとめた「サムライチャンプルーアニメダイジェスト版全26話特別編集プレミアムDVD」が、全国のパチンコホールにおいて限定20万枚で無料配布された。

### パチスロ
- サムライチャンプルー（2008年、ニューギン）
- サムライチャンプルー極（2011年、ニューギン）
- パチスロサムライチャンプルー 流転輪廻（2014年、ニューギン）